# 榊原悟
榊原 悟（さかきばら さとる、1948年5月3日 - ）は、日本の美術史学者、群馬県立女子大学名誉教授。岡崎市美術博物館・おかざき世界子ども美術博物館館長。近世日本美術専攻、屏風絵が専門。

## 略歴
愛知県西尾市生まれ。1972年、早稲田大学美術史学科卒業。1979年、同大学院博士課程単位取得満期退学。サントリー美術館主席学芸員を経て、群馬県立女子大文学部教授。
2003年、「贈呈屏風の研究」で早大文学博士。同年『美の架け橋』で芸術選奨文部科学大臣賞受賞。
2010年4月、岡崎市美術博物館・おかざき世界子ども美術博物館館長に就任。

## 著書
- 『屏風絵の景色を歩く』（1997年、新潮社）美術館へ行こう
- 『日本絵画のあそび』（1998年、岩波新書）ISBN 4-00-430574-8
- 『美の架け橋 異国に遣わされた屏風たち』（2002年、ぺりかん社）
- 『江戸の絵を愉しむ 視覚のトリック』（2003年、岩波新書）ISBN 4-00-430843-7
- 『日本絵画の見方』（2004年、角川選書）ISBN 4-04-703371-5
- 『江戸絵画万華鏡・戯画の系譜』（2007年、青幻舎）大江戸カルチャーブックス
- 『狩野探幽 御用絵師の肖像』臨川書店、2014
- 『屏風と日本人』敬文舎、2018

### 共著
- 『日本の七宝』（1979年、マリア書房）鈴木規夫との共著